# Daichi Motomura
Daichi Motomura (ur. 26 stycznia 1992) – japoński lekkoatleta specjalizujący się w biegach długich.
Uczestnik mistrzostw Azji w biegach przełajowych w 2012. Dwukrotny medalista (złoto w drużynie i brąz indywidualnie) akademickich mistrzostw świata w biegach przełajowych z 2012 roku. 
Rekordy życiowe: bieg na 3000 metrów z przeszkodami – 8:57,02 (22 maja 2010, Tokio); półmaraton – 1:03:14 (3 marca 2013, Tachikawa). 

## Osiągnięcia
| Rok  | Impreza                                     | Miejsce  | Konkurencja                | Lokata     | Wynik |
| ---- | ------------------------------------------- | -------- | -------------------------- | ---------- | ----- |
| 2012 | Mistrzostwa Azji w biegach przełajowych     | Qingzhen | bieg mężczyzn na ok. 12 km | 8. miejsce | 37:13 |
| 2012 | Akademickie mistrzostwa świata w przełajach | Łódź     | bieg mężczyzn na ok. 10 km | 3. miejsce | 29:22 |